# Architektura harwardzka

Schemat architektury harwardzkiej

Architektura harwardzka – rodzaj architektury komputera. W odróżnieniu od architektury von Neumanna, pamięć danych programu jest oddzielona od pamięci rozkazów. 
Podstawowa architektura komputerów zerowej generacji i początkowa komputerów pierwszej generacji.
Prostsza (w stosunku do architektury von Neumanna) budowa przekłada się na większą szybkość działania. Ten typ architektury jest wykorzystywany w procesorach sygnałowych oraz przy dostępie procesora do pamięci cache.
Oddzielenie pamięci danych od pamięci rozkazów sprawia, że architektura harwardzka jest stosowana w mikrokomputerach jednoukładowych, w których dane programu są zapisane w nieulotnej pamięci ROM (EPROM/EEPROM), natomiast dla danych tymczasowych wykorzystana jest pamięć RAM (wewnętrzna lub zewnętrzna).